# 鳶鮨
鳶鱠（学名：Triso dermopterus），又名鳶鮨、细鳞三棱鲈，为鮨科鳶鮨屬下的一个种。分布於西太平洋區，包括日本、韓國、台灣、中國、越南、香港、澳洲北部等海域，棲息深度22-103公尺，體長可達68公分，生活在沙泥底質、岩石底質海域，為底棲性魚類，屬肉食性，以浮游生物為食，可做為食用魚。